# Cargo
cargo（カーゴ）は1MC、1DJ、2人の女性ボーカルからなるハウス/クロスオーバー音楽ユニットである。レインボーエンタテインメントに所属。
2009年1月末にGOKUのソロユニットとなる。以降は、GOKUがボーカリストおよびミュージシャンを迎えて活動する形になった。

## メンバー
- GOKU（Program,Produce,Rap,Vo,Gt,Rec/Mix Engineering）

## 旧メンバー
- wize（Program,Produce,Key,Rec/mix Engineering）
- amigo（Vo,cho）
- Saiko（Vo,cho）

## ディスコグラフィー

### ミニ・アルバム
- the scene（2004年8月18日）
- SUPERFREAK（2005年8月10日）

### フル・アルバム
- Disc Odyssey（2006年9月20日）
- JEWEL（2007年10月30日）
- Morning Star（2008年7月9日）
- MARS（2009年10月21日）
- FLOWER SHOWER（2010年8月4日） ※加賀美セイラとのカヴァーアルバム。

### アナログ盤
- JEWEL（2007年8月22日）

### コラボレーション
- KALEIDO 『Kaleido』（2006年9月20日）
  - M-2 「So Com Voce with Cargo」
  - M-6 「Dignidade with Cargo」
  - M-14 「So Com Voce with Cargo (Club Edit)」
- JAFROSAX 『JAFROSAX 3』（2006年11月8日）
  - M-11 「Tapestry」
- JAFROSAX 『JAFROSAX 4』（2007年3月14日）
  - M-11 「Limit of the sky」
- Ryohei 『Cavaca 〜Catch the Various Catchy〜』（2007年7月18日）
  - M-7 「She Will Be Loved/MAROON5」
- KALEIDO 『New Sessions!』（2007年8月8日）
  - M-7 「So Com Voce (ELMIO remix) with Cargo」
  - M-8 「To Aqui with Cargo」

### コンピレーション・アルバム
- 『Aperitivo Tokyo』（2006年8月23日）
  - M-1 「Dignigade / Kaleido With Cargo」
- 『THE COVER JOB』（2006年9月6日）
  - M-7 「I Can't Wait / Cargo」
- 『Sister Bossa vol.7』（2006年9月20日）
  - M-10 「Sunburst / Cargo」
- 『Love Generation』（2006年12月20日）
  - M-1 「So Com Voce Cargo / KALEIDO」
- 『TOKYO HOUSE LOVERS』（2007年2月7日）
  - M-11 「I Don't Wanna Fall In Love / Cargo」
- 『LOVEBEAT DISNEY』（2007年4月18日）
  - M-9 「CAN'T HELP FALLING IN LOVE [LILO & STITCH]」
- 『after images』（2007年8月2日）
  - M-7 「My Ring (exclusive mix)」
- 『NEW WAVE』（2007年10月24日）
  - M-5 「HEART OF GLASS<BLONDIE>」
- 『Next Floor: Too House』（2007年10月3日）
  - M-10 「Life Is Sweet(Piano Version)」
- 『TOKYO LUXURY LOUNGE 3』（2008年1月16日）
  - M-3 「LIFE IS SWEET (Altanative Piano Mix)」